# گمینا وادوویتسه
گمینا وادوویتسه (به لهستانی:  Gmina Wadowice) یک گمینا در لهستان است که در شهرستان وادوویتسه واقع شده‌است. گمینا وادوویتسه ۱۱۳ کیلومتر مربع مساحت و ۳۷٬۴۸۱ نفر جمعیت دارد.